# Beulah Valley
Beulah Valley är en ort i Pueblo County i Colorado.  Enligt 2010 års folkräkning hade Beulah Valley 556 invånare.